# Tenjolayar (Pancalang)
Tenjolayar is een bestuurslaag in het regentschap Kuningan van de provincie West-Java, Indonesië. Tenjolayar telt 2448 inwoners (volkstelling 2010).